# Павлушкіно (Бологовський район)
Павлушкіно (рос. Павлушкино) — присілок в Бологовському районі Тверської області Російської Федерації.
Населення становить 23 особи. Входить до складу муніципального утворення Березорядське сільське поселення.

## Історія
Від 2005 року входить до складу муніципального утворення Березорядське сільське поселення.

## Населення
| 2010 |
| ---- |
| 23   |